# Лигустикопсис Валлиха
Лигустикопсис Валлиха (лат. Ligusticopsis wallichiana) — вид цветковых растений из семейства зонтичных (Apiaceae). В культуре он известен под синонимом Selinum wallichianum (гирча Валлиха).

## Этимология
В родных для растения Гималаях оно наиболее известно под кумаонским обиходным названием भूतकेशी (bhutkeshi), что означает «волосы призрака». Оно связано с волокнами, образующимися из отмерших черешков вокруг верхней части корневища. Эти волокна традиционно используются для отпугивания злых духов, известных как бхуты, и под этим же названием высушенные корни продаются на местных рынках.
Английское народное название Wallich milk parsley («молочая петрушка Валлиха») является дословным переводом прежнего научного названия Selinum wallichianum, которое было дано в честь датского ботаника Натаниэля Валлиха.

## Описание
Многолетнее травянистое растение, достигающее высоты 90–180 см, с клубневидным корнем, живущее много лет и образующее крупные зонтики, состоящие из тысяч мелких пятилистных белых цветков, распускающихся с середины лета до начала осени.
Тонкие прикорневые листья (отсюда одно из прежних видовое название tenuifolium — «тонколистный») глубоко рассечены и напоминают листья папоротника.

## Ареал и места обитания
Растение встречается в Гималаях от Индии, Непала, Кашмира и Западного Пакистана до Бутана.
В дикой природе растёт среди кустарников и на открытых склонах на высоте около 4000 м над уровнем моря.

## Выращивание
Выращивается как декоративное садовое растение и удостоено награды Award of Garden Merit Королевского садоводческого общества Великобритании.
В культуре растение выращивают как морозостойкий декоративный вид, подходящий для неформальных смешанных или кустарниковых цветников, а также для садов в лесном стиле. Эффектно смотрится как солитерное растение, демонстрирующее ярусное расположение своих декоративных соцветий. Семенные коробочки придают зимнему цветению привлекательный вид.

## Энтеогеное и этноботаническое использование
Как и многие другие растения из семейства зонтичных, L. wallichiana обладает ароматом, особенно корень. Поэтому растение использовалось в народной медицине и обрядах. Плоды (мерикарпии) обладают седативными (см. также анксиолитические) и возбуждающими свойствами, применяются при ревматизме и болезнях почек. Корни используют для лечения болей в животе (многие зонтичные обладают ветрогонными свойствами, снимая вздутие), а также как успокаивающее средство при «истерии» и «безумии» — особенно у женщин (см. также культурно-обусловленный синдром). Всё растение играет роль в традиционных магико-религиозных верованиях Гималаев, применяясь для приготовления индийских благовоний для церемоний (см. также дхупа). Особенно ценится порошок корня, который используют как фумигант в тантрических ритуалах, направленных на лечение безумия, нервного срыва и «истерии». Указанные применения свидетельствуют о воздействии растения на центральную нервную систему и мочеполовую систему и позволяют предположить его лёгкое психоактивное действие, сравнимое с близким зонтичным растением — ферулы мускусной (Ferula moschata) — другим представителем с длительной историей применения в Индии при «истерии» и в качестве ритуального благовония, которое иногда проявляет наркотические эффекты. Народные медицинские применения, связанные с психосексуальными эффектами, позволяют также сравнить его с другим видом ферулы — Ferula hermonis, которому, как и Ligusticopsis wallichiana, приписывают афродизиакальные свойства.

## Синонимия
Вид приобрел много синонимов:
- Cortia wallichiana (DC.) Leute
- Laserpitium coniifolium Wall.
- Ligusticopsis coniifolia (DC.) Pimenov & Kljuykov
- Ligusticum coniifolium DC.
- Ligusticum tenuifolium Franch.
- Oreocome cicutaria (Lindl.) Edgew.
- Oreocome elata Edgew.
- Peucedanum wallichianum DC.
- Pleurospermum cicutarium Lindl.
- Selinum candollei Edgew.
- Selinum cicutarium (Lindl.) Benth. & Hook.f.
- Selinum coniifolium Benth. & Hook.f.
- Selinum elatum (Edgew.) M.Hiroe
- Selinum tenuifolium Wall. ex DC., nom. illeg.
- Selinum wallichianum (DC.) Raizada & H.O.Saxena
- Selinum wallichianum var. elata (C.B.Clarke) Raizada & H.O.Saxena